# Aloe dorotheae
Aloe dorotheae é uma espécie de liliopsida do gênero Aloe, pertencente à família Asphodelaceae.